# 1177 dans les croisades

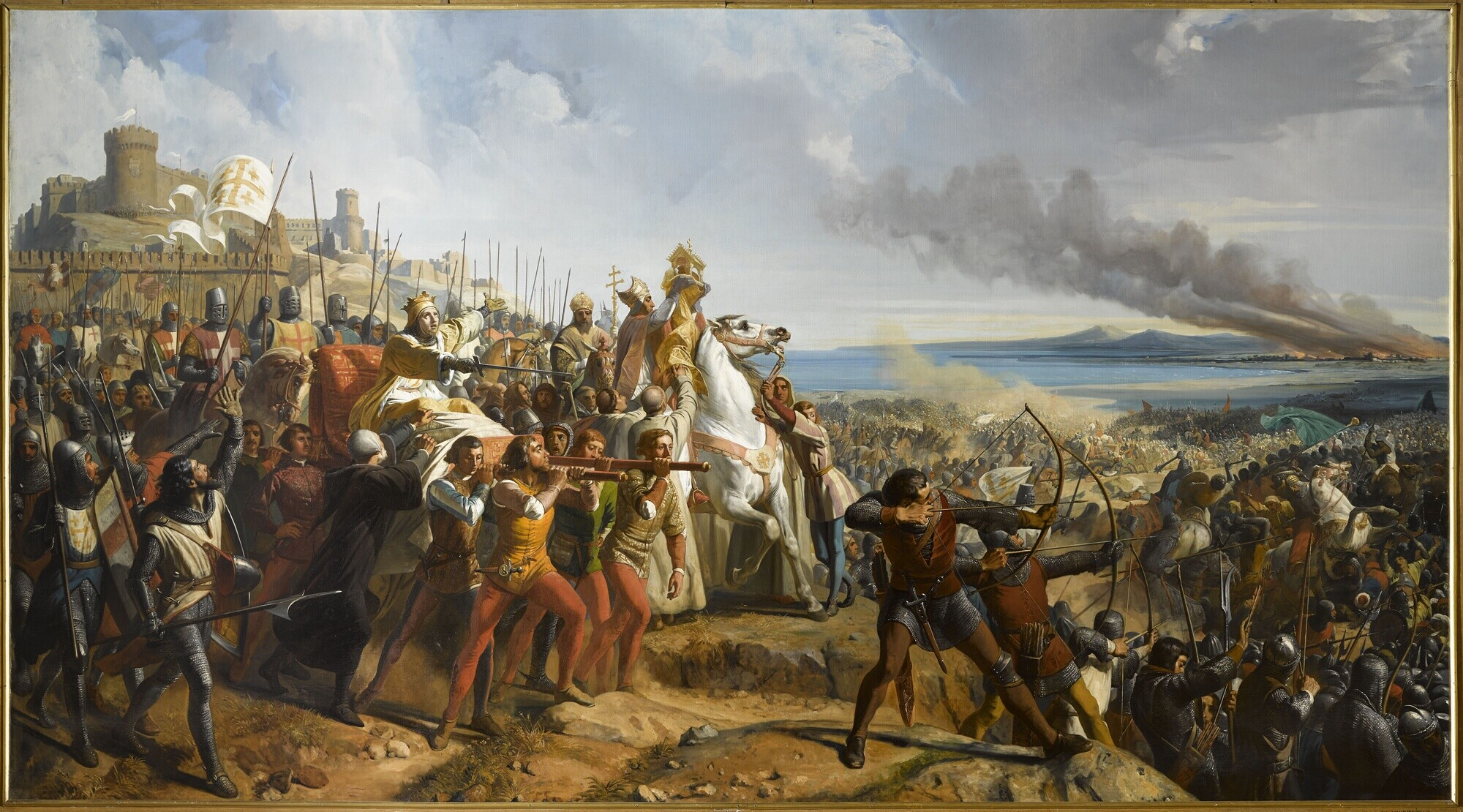
Bataille de Montgisard

Cette page regroupe les évènements concernant les Croisades qui sont survenus en 1177 :
- 8 janvier : mort de Manassès de Hierges, connétable du royaume de Jérusalem[1].
- juin : mort de Guillaume de Montferrat, comte de Jaffa[2].
- septembre : Philippe d'Alsace, comte de Flandre vient combattre en Terre sainte[3].
- 25 novembre : Baudouin IV bat Saladin à Montgisard[4].
- Prise de Cuenca par les croisés (Reconquista)[5].
- Bohémond III, prince d'Antioche, assiège sans succès Harenc, tenu par son vassal Renaud de Saint-Valéry[6].